# Galgenwaard
Galgenwaard en Kromhoutkazerne is een buurt in de wijk Oost van Utrecht, de hoofdstad van de Nederlandse provincie Utrecht. Het Stadion Galgenwaard is hier gelegen.
Al in de middeleeuwen bestond de Galgenwaard. Destijds lag het in de stadsvrijheid en maakte deel uit van het buitengerecht Abstede. De Sint-Servaasabdij had in het verleden de gehele Galgenwaard in haar bezit.
Abstede · Buiten Wittevrouwen · Galgenwaard · Lodewijk Napoleonplantsoen en omgeving · Maarschalkerweerd · Oosterbuurt · Oudwijk · Rijnsweerd · Rubenslaan en omgeving · Schildersbuurt · Sterrenwijk · Tolsteegsingel en omgeving · Utrecht Science Park · Watervogelbuurt · Wilhelminapark en omgeving